# Weird: The Al Yankovic Story
Weird: The Al Yankovic Story är en amerikansk komedifilm från 2022 i regi av Eric Appel.

## Handling
Filmen är en skruvad parodi på biografisk film om "Weird Al" Yankovic.

## Utmärkelser
Weird: The Al Yankovic Story vann ett Primetime Emmy Award för bästa TV-film 2023.

## Rollista i urval
- Daniel Radcliffe - "Weird Al" Yankovic
- Evan Rachel Wood - Madonna
- Rainn Wilson - Dr. Demento
- Toby Huss - Nick Yankovic
- Julianne Nicholson - Mary Yankovic
- Quinta Brunson - Oprah Winfrey
- Arturo Castro - Pablo Escobar
- Jack Black - Wolfman Jack
- "Weird Al" Yankovic - Tony Scotti
- Will Forte - Ben Scotti
- Diedrich Bader - berättaren